# Koggenland
Koggenland est une commune des Pays-Bas en province de Hollande-Septentrionale, dans la région de Frise-Occidentale. Elle a été créée le 1er janvier 2007 par la fusion des communes d'Obdam et de Wester-Koggenland.